# Stat (Unix)
Pour les articles homonymes, voir Stat.

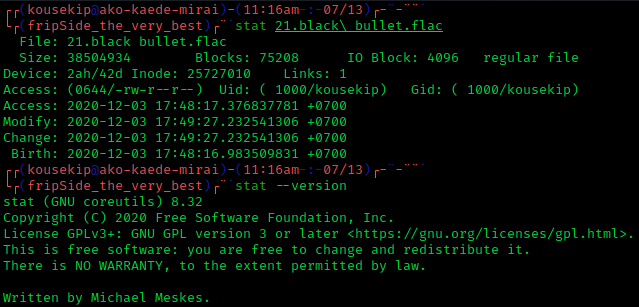
Image de la commande stat.

stat est le nom d'un appel système et d'une commande Unix faisant partie du paquetage Coreutils (ou GNU Core Utilities). Cet outil permet d'obtenir des informations sur des fichiers ou répertoires.
Par défaut, cette commande affiche 3 dates :
- la date à laquelle le contenu du fichier a été lu ;
- la date à laquelle le contenu du fichier a été modifié ;
- la date à laquelle les permissions sur ce fichier ont été modifiés.

## Exemples
Voir quel est le type de système de fichiers :

stat -f /etc/hosts
```
  Fichier : « /etc/hosts »
 Identif. : 5ecaae71f678ea46 Longueur du nom : 255     Type : ext2/ext3
Taille de bloc : 4096       Taille de bloc fondamentale : 4096
 Blocs : total : 12868728   libre : 11588973   disponible : 10929517
Inœuds : total : 3276800    libre : 3122127

```

Afficher la taille du fichier test.txt avec un format particulier :
```
$
 
stat
 
-c
 
%s
 
~/test.txt

12

```